# Erika Abramsová
Erika Abramsová (francouzsky Erika Abrams; * 25. ledna 1952) je francouzská spisovatelka a překladatelka, která se zabývá hlavně moderní českou literaturou a překládá ji do francouzštiny. Věnuje se i editorské a redaktorské práci (např. díla Ladislava Klímy nebo Jana Patočky) a překládá také z němčiny a z angličtiny.

## Život a dílo
Jako překladatelka převedla z češtiny do francouzštiny četné české myslitele a spisovatele, mezi které výběrově náleží Jan Patočka, Ladislav Klíma, Richard Weiner, Jakub Deml, Zbyněk Hejda, Ivan Blatný, Vladimír Holan, Jiří Kolář, Josef Hiršal, Josef Jedlička či Ivan Matoušek.
Při vydávání pozůstalosti a z větší části nevydaného díla Ladislava Klímy je odpovědnou redaktorkou i českého vydání a patří mezi nejlepší znalce tohoto autora. Podobně při vydávání spisů Jana Patočky se podstatně podílela na jejich redakci a ediční přípravě.

### Překladatelská ocenění
Za svoje překlady českých spisovatelů byla již v minulosti mnohokrát oceněna, např. udělením Medaile Jana Amose Komenského (1992), ceny Laure-Bataillon města Nantes (1992, společně s Josefem Hiršalem za překlad Písně mládí), francouzské státní ceny Grand prix national de la Traduction (1994), Magnesií literou za přínos české literatuře (2006), čestným doktorátem Univerzity Karlovy v Praze (2007). V lednu roku 2018 se pak také stala nositelkou Ceny Karla Čapka, již uděluje České centrum Mezinárodního PEN Klubu, „za mimořádnou ediční a překladatelskou práci a soustavné uvádění české literatury a vědy do kultury francouzské“.